# Davidius miaotaiziensis
Davidius miaotaiziensis là loài chuồn chuồn trong họ Gomphidae. Loài này được Zhu, Yan & Li mô tả khoa học đầu tiên năm 1988.